# Церква Святого Апостола і Євангеліста Луки (Магдалівка)
Церква Святого Апостола і Євангеліста Луки в Магдалівці — парафія і храм Скалатського благочиння Тернопільської єпархії Православної церкви України в селі Магдалівка Тернопільського району Тернопільської области.
Оголошена пам'яткою архітектури місцевого значення.

## Історія церкви
Рік побудови першого храму невідомий. У 1917 році його зруйнували австрійські вояки. Фундатором храму був Лука Стадник.
У 1921 році громада розпочала будівництво тимчасової дерев'яної церкви, яку завершили у 1923 році.
У 1930 році на місці старої дзвіниці збудували нову.
У 1935–1937 роках за пожертви парафіян і пана Свистуна звели новий кам'яний храм, освячення якого відбулося у 1939 році.
У 1944 році пожежа пошкодила покрівлю, яку відновили та перекрили бляхою у 1946 році.
У 1958–1959 роках храм розписали, а у 2008 році після ремонту розписали знову.
У 1988–1990 роках у храмі служили священники з Тернополя.

## Парохи
- о. Матвій Лончина (1915—1939),
- о. Королик (1940—1941),
- о. Євген Славський (1941—1943),
- о. Зиновій Голуб (1959—1965),
- о. Сергій Сорока (1965—1983),
- о. Ярослав Савка (1983—1988),
- о. Віктор Борисюк (1990—2000),
- о. Юрій Підгірський (з 2000).